# Markaryd (comuna)
Markaryd (em sueco: Markaryd kommun) é uma comuna da Suécia localizada no canto sudoeste do condado de Kronoberg, no sul do país. Sua capital é a cidade de Markaryd. Possui 517 quilômetros quadrados e segundo censo de 2019, havia 10 320 habitantes.

## Etimologia
O nome geográfico Markaryd deriva das palavras suecas antigas madhker (insetos, vermes) e ryd (desbravamento), significando ”terreno desbravado com muitos insetos”.

## Localidades principais
Localidades com mais população da comuna (2018):

| # | Localidade    | População |
| - | ------------- | --------- |
| 1 | Markaryd      | 4 971     |
| 2 | Strömsnäsbruk | 2 403     |
| 3 | Traryd        | 752       |